# 악곡의 형식
악식 또는 악곡의 형식(樂式, musical form)이란 음악의 형식을 말한다.
모든 음악작품은 '변화'와 '통일'이라고 하는 상반된 양면을 모두 가지고 있다. 전자는 이른바 원심력인 것이고. 후자는 구심적인 힘에 비유된다. 어떤 작품이 풍부한 변화를 가졌고, 또한 견고한 통일감이 있다면, 그 작품은 성공하였다고 하겠다. 멜로디, 화성, 리듬, 음색 등 음악의 여러 요소의 다종(多種)·다채로운 사용이 작품에 변화를 가져온다. 이와 반대로 통일감은 전체를 될 수 있는 대로 적은 소재에서 만들어내는 것으로 확보된다. 그러나 변화를 구하는 나머지 작품이 다양한 소재의 단순한 나열에 그친다면 결과는 잡다하고 산만한 인상에 그칠 것이며, 너무나 제한된 소재는 단조로워서 거북하고 지루한 인상을 주기 쉽다. 그리하여 바람직하기는 적은 소재에 어떻게 다양한 변화를 주느냐에 있다고 할 수 있다. 작곡가는 이 상반된 2개의 힘 '변화'와 '통일'의 겨룸에서 자신이 말하고자 하는 바를 구체적인 구조(構造)에 어울리게 음으로 표현하는 것이다. 
악식(음악의 형식)은 이 구조를 가장 큰 요소로 가지며, 음악 작품에 하나의 형태를 주고 있는 이념을 말한다고 정의해도 무방할 것이다. 그 형태는 개성적일 수도 있고, 평범할 수도 있으며, 아름다울 수도, 추할 수도 있다. 즉, 형식은 단순한 주형으로서의 구조만을 가리키는 것이 아니고, 또한 구조만이 그 작품을 성공시키는 열쇠도 아니다. 다시 말하면 악식에는 미학의 영역에 속하는 면과 구조상의 문제가 포함되어 있다. 그러나 여기서 말하는 형식은 구체적으로 볼 수 있는 것, 즉 한 작품의 도식이라고 할 만한 구조에 한한다. 물론 각자의 작품이 다르듯이 그 구조도 천차만별하여, 원칙적으로 아주 똑같은 구조는 있을 수 없다. 예를 들면, 소나타 형식은 제시부, 전개부, 재제시부의 3부로 된다고 대별한 원칙을 보일 수는 있어도, 그 세부적인 구조에서는 시대, 양식, 악기, 작곡가의 개성, 창의 등 여러 가지 조건에 의해서 실로 다양한 변화가 일어날 수 있다. 이러한 것도 작곡가는 미리 정한 도식에 따라 작곡하는 것이 아니며, 구조는 자기의 내적 창조력의 욕구에 따라 창조되고 변경되기 때문이다. 
즉, 작곡가는 형식(구조)을 작곡한다. 따라서 형식(구조)은 그 때마다 새롭고 항상 1회에 한하는 것이다. 그러나 그와 같이 다른 형식 간에도 공통하는 원리(또는 이념)는 존재하므로, 베토벤과 리스트의 소나타를 비교해 보면, 또 베토벤 자신의 몇 개의 소나타를 살펴보면 위에서 말한 바는 충분히 명확해진다. 푸가와 소나타는 주제의 전개나 3부 구조라는 아이디어를 공유(共有)하면서도 다른 몇 가지 점에서는 확실히 다른 점이 있으므로, 우리는 많은 작품에서 푸가를 진정한 푸가로, 소나타를 진정한 소나타로 나타나게 하는 그 구조적 특징을 추출(抽出)하여 정리·분류하는 것이 가능하다.

## 동기
동기(動機, 모티프, motif(영어), motiv(독일어))는 악곡을 구성하는 음악적 소재의 최소 단위를 말한다. 그 자체, 무엇인가의 표현력과 쉽게 알아들을 수 있는 명확한 특징을 가지고 있으며, 주제 또는 주요 악상 중에 품고 있는 것을 조건으로 한다. 동기는 다양한 변화를 받으면서 반복되고 쌓이고 겹쳐서 악곡에서 마치 건축할 때 벽돌과 같은 역할을 하며, 이와 같은 동기의 반복 사용은 동기적 노작(Motivische Arbeit(독일어))으로 부른다. 특히 소나타 형식에서는 전개부의 중요한 기법을 이루고 있다. 이상과 같은 조건을 구비하고만 있다면 동기의 길이는 자유이며, 때때로 행하여지고 있는 2마디를 가지고 동기로 하는 설을 반드시 고려할 필요는 없다.
어떤 곡을 봤을 때, '이 주제 속에는 어떠한 동기가 들어 있을까?' 즉 '모티프 조작에 견딜 수 있는 동기는 주제의 어디에 들어 있을까?' 등의 여러 가지 동기가 생각되겠으나, 그것을 결정하는 데는 곡의 주제 이후 부분을 면밀히 분석하여, 무엇이 실제의 동기로 쓰여졌는가를 살피지 않으면 안 된다.
이와 같은 모티프 조작으로 주제는 전개되는 것이지만, 소나타 형식이나 푸가와 같이 주제의 전개로 음악이 구성되는 형식에서는, 작곡가는 미리 주제 안에 전개의 가능성을 가진 동기를 넣어 둔다. 또 동기가 될 수 있는 요소로는 리듬이 가장 다양한 가능성을 가지고 있으나(리듬적 특징이 다른 것에 비해 가장 쉽게 지각되기 때문이다.), 음정, 화성, 때로는 휴지에서도 쓰는 법에 따라서는 충분히 동기로서의 기능을 다할 수 있다. 다만 극히 완만한 음악, 짧은 곡, 가사를 가지는 음악에서는 동기가 인정되는 경우도 있다.

## 악절
악절(樂節, sentence, period, phrase(영어), Periode, Satz(독일어))도 한 악곡의 소단위지만, 동기를 그 속에 가지고 화성적 단락으로 끝날 것, 균세가 잡힌 맺음이 있는 내용을 가지고 있어야 할 것 등이 그 특징이다. 단락의 효과가 문장에 있어서 쉼표에 해당하느냐, 마침표에 해당하느냐, 또는 포함되어 있는 동기의 종류나 상태 여하로 악절의 구조도 다양하다.
보통 4마디군을 '작은악절(phrase)'이라 하며, 작은악절은 둘이 모여 '큰악절(sentence, period)'을 구성하지만, 이 때는 전자를 '앞작은악절', 후자를 '뒤작은악절'이라 한다. 큰악절이 다시 둘이 모이면 '악단' 또는 '복합악절'을 구성한다.
악절은 항상 2개의 배수 마디로 된다고는 할 수 없으나, 고전파 및 낭만파의 음악에서는 이와 같은 구조로 된 악절이 많이 보인다.
복합악절 중에 있는 작은악절이나 큰악절 중의 2마디군의 배치 방식은 같은 동기로 되는 a－a－a－a라는 꼴 외에도 다른 동기가 개재하는 a－b－a－b나, a－b－c－a, a－b－c－d 등 여러 가지 방법이 가능하다.

## 주제
주제(主題, subject, theme)는 작곡자의 표현 내용이 가장 단적으로 응축된 것으로, 악곡의 생명을 가름하는 중요한 요소이다. 그러나 주제 그 자체는 형식적으로는 자유이므로, 가령 큰악절이 아니면 안 된다든가, 복합악절이 아니면 안 된다는 제약은 전혀 없다. 주제로서는 그 악곡 전체가 의존하고 있는 형식의 특성, 예를 들어 소나타 형식이면 주제의 동기적 전개, 푸가의 경우는 주제의 모방에 견딜 수 있는 가능성을 별도로 하면, 오로지 음악적인 내용 여하가 문제로 될 뿐이다.
즉, 형식이 달라짐에 따라 주제의 형태도 또한 달라진다.

## 악곡의 형식

### 반복 형식
반복 형식(反復形式)이란 어떤 맺음을 가지고 있는 한 부분이 반복되는 것을 원리로 하는 형식을 말한다. 이 반복은 변주곡 형식과 같이 연속적으로 반복하는 것도 있고, 론도 형식과 같이 다른 부분을 사이에 넣어 반복하는 것도 있다. 반복되는 부분(단위)의 규모는 작은 것에서부터 큰 것에 이르기까지 여러 가지이며, 반복은 반드시 원형대로만 하지는 않는다. 오히려 반복할 때마다 다른 형으로 나타난다. 즉, 변주되는 것이 보통이다. 또 반복하는 횟수도 개개의 형식에 따라 다르다.
이와 같은 반복의 원리를 갖는 형식은 다음과 같다.
- 두 도막형식, 세 도막형식(二部形式·三部形式, binary form and ternary form)
- 소나타(Sonata)
- 소나티네(Sonatine(독일어)) 또는 소나티나(sonatina(이탈리아어),(영어))
- 론도(rondo)
- 론도 소나타(rondo sonata)
- 리토르넬로(ritornello)
- 변주곡(變奏曲)
- 중세음악의 형식: 론도, 비를레, 발라드

### 계속 형식
계속 형식(繼續形式)은 반복형식에 대한 대칭어이다. 이것은 소나타 형식이나 론도 형식 등에서 볼 수 있는 일정한 부분(곡의 단락)과 그 반복은 없고, 몇 개의 가락이 서로 얽히어 끊임없이 계속되는 음악의 형식이다. 주로 대위법 양식으로 된 다성음악이 이에 속한다. 그리고 또 형식은 정한가락형식(定旋律形式)과 모방형식(模倣形式)의 2가지로 대별한다.

#### 정한가락 형식
정한가락(定旋律)이라는 것은 다성음악을 작곡할 때 기초가 되는 가락이다. 이 가락을 토대로 하여, 거기에 몇 개의 대한가락(對旋律)을 부가한다.
이 형식으로 된 악곡으로는 다음과 같은 것이 있다.
- 오르가눔(organum)
- 중세의 모데토(mottetto)
- 코랄(chorale)

#### 모방 형식
모방(模倣)이란 일반적으로 2성 이상의 다성악곡에서 하나의 성부로 나타난 가락(주제, 동기)과 동형의 가락이 다른 성부로 뒤따르듯이 반복되는 것을 말한다. 모방하는 방법은 가락의 음정이나 리듬형을 바꾸지 않고 엄격하게 모방하는 것과 가락이나 리듬의 윤곽만을 가지면서 모방하는 비교적 자유로운 것이 있다.
이와 같은 형식으로 된 악곡에는 다음과 같은 것이 있다.
- 르네상스시대의 모데토(mottetto)
- 리체르카레(ricercar or ricercare, recercar)
- 카논(canon)
- 인벤션(invention)
- 푸가(fuga)

### 복합 형식
복합형식(複合形式)은 2개 이상의 소곡 또는 악장이 서로 관계하면서 하나의 끝맺음이 있는 전체를 형성하는 형식으로서, 단일 악장의 곡에 대하여 다악장형식인 것을 말한다.
다음의 형식은 복합 형식이면서 순환 형식이기도 하다.
- 소나타(sonata)
- 교향곡(symphony, 심포니)
- 협주곡(concerto, 콘체르토)
- 모음곡(suite)
- 칸타타(cantata)
- 미사곡(missa曲)
- 레퀴엠(requiem)
- 수난곡(passion)
- 오페라(opera)
- 오라토리오(oratorio)

### 순환 형식
교향곡이나 협주곡, 소나타 등은 대개 3개 또는 4개의 악장으로 되어 있다. 이런 것들은 '다악장형식'의 음악이다. 또 '고전모음곡'도 4개 또는 그 이상의 독립된 춤곡으로 구성되어 있다. 모음곡의 각 춤곡 사이엔 교향곡이나 소나타의 전 악장간에서 보듯이 형식적·조적·성격적 대조감은 없고, 규모도 훨씬 작은 것이기는 하나 형태로 보아 다악장형식에 가깝다고 할 수 있다. 이와 같은 다악장형식, 또는 거기에 가까운 음악의 몇 개의 악장, 또는 전 악장에 같은 소재(주제 또는 동기)를 쓰는 것이 순환형식(循環形式)이다. 즉 같은 소재가 몇 개의 악장을 순환하는 것이다. 그러나 실제로는 그 개개의 악장 자체는 소나타 형식이나 론도 형식이라고 하는 구체적인 구조로 되었다고 할 수 있으며, 따라서 정확하게는 '순환형식'이 아니라 '순환원리'라고 하는 것이 옳겠다. 물론 목적하는 바는 소재를 최소한으로 함으로써 전체에 강한 통일감을 주려는 데 있다. 그러나 가령 아주 똑같은 가락이 각 악장을 통하여 나타나는 일이 있다면 분명히 단조로운 인상을 주는 결과가 되겠다. 그리하여 당연히 같은 소재는 많든 적든 간에 변주되어 각 악장에 나타나게 된다. 그 변주되는 상황에 따라 순환식도 단순한 것부터 복잡한 것에 이르기까지 여러 단계가 있게 된다. 거의 원형 그대로의 형이 각 악장에 나타나는 극단적인 것이 있는가 하면 매우 복잡하게 변주되어 있어 원형과의 관련을 그 자리에서 알기에 매우 어려운 경우도 생각하게 된다. 이와 같이 몇 개의 다른 부분을 하나의 소재로 통일한다는 아이디어 그 자체는 오래전부터 있었다.
예를 들면 15세기, 16세기에 많은 예가 있다. '순환미사'에서는 미사 각 부분에 같은 정선율을 쓰고 있고, 샤인(Johann Hermann Shein, 1586년-1630년)의 모음곡의 예에서도 각 춤곡의 첫머리에 동일한 선율적 소재가 쓰인 것을 이해할 수 있겠다. 이와 같은 수법은 바로크 시대의 소나타에서 한층 발전한 용례를 거쳐, 베토벤에 이르면 한층 더 정묘하고 치밀한 형태를 쓰고 있다. 그는 의식적인 용례는 물론 작곡자 자신은 의식하지 못하였더라도 결과적으로는 순환적 수법을 쓴 것으로 분석되는 작품이 몇 개 있다. 타고난 천분과 꾸준한 수련으로 연마된 기술은 마침내 작가의 무의식중에 형식을 완결시켜 악곡의 세부에 논리적인 일관성을 주는 일이 자주 있다.
그러나 순환원리를 가장 철저하게 그리고 복잡한 형태로 응용한 것은 낭만파의 작곡가들이다. 음악의 표현내용이 점차로 폭을 넓히고 또한 상세하게 됨에 따라 그들은 순환수법을 대부분 문학적 내용과 결부시켜 씀으로써 낭만파 음악의 중요 분야인 표제 음악에 극히 합당한 기법을 짜내었다. '고정관념'과 '지도동기(Leitmotiv)'라고 불리는 것이 바로 그것이다.
이와 같은 형식으로 된 악곡에는 다음과 같은 것이 있다.
| - 소곡 - 알르망드 - 쿠랑트 - 사라반드 - 지그 - 가보트 - 미뉴에트 - 부레 - 아리아 - 리고동 - 루르 - 파스피에 | - 앙글레즈 - 파바느 - 전주곡 - 에튀드 - 바가텔 - 녹턴 - 세레나데 - 로망스 - 에코세즈 - 광시곡(랩소디) - 환상곡(판타지) - 즉흥곡(앵프롱프티) - 주제곡 | - 간주곡(인테르메조) - 토카타 - 발라드 - 노벨레테 - 카프리치오 - 왈츠 - 마주르카 - 폴카 - 폴로네즈 - 타란텔라 |

## 같이 보기
- 표제 음악